# ۱۲۰۴ (میلادی)
۱۲۰۴ (میلادی) هزار و دویست و چهارمین سال تقویم میلادی است.

## رویدادها
- ژانویه - آلکسیوس چهارم و پدرش ایزاک دوم طی شورشی به‌رهبری آلکسیوس پنجم از قدرت برکنار و زندانی شده و آلکسیوس پنجم امپراتور بیزانس می‌شود.
- فوریه - آلکسیوس چهارم را به فرمان آلکسیوس پنجم خفه می‌کنند و ایزاک دوم نیز چند روز پس از او در زندان می‌میرد.

## درگذشتگان
- ۸ فوریه - آلکسیوس چهارم، امپراتور بیزانس
- ایزاک دوم، امپراتور بیزانس

‎